# 拉辰山

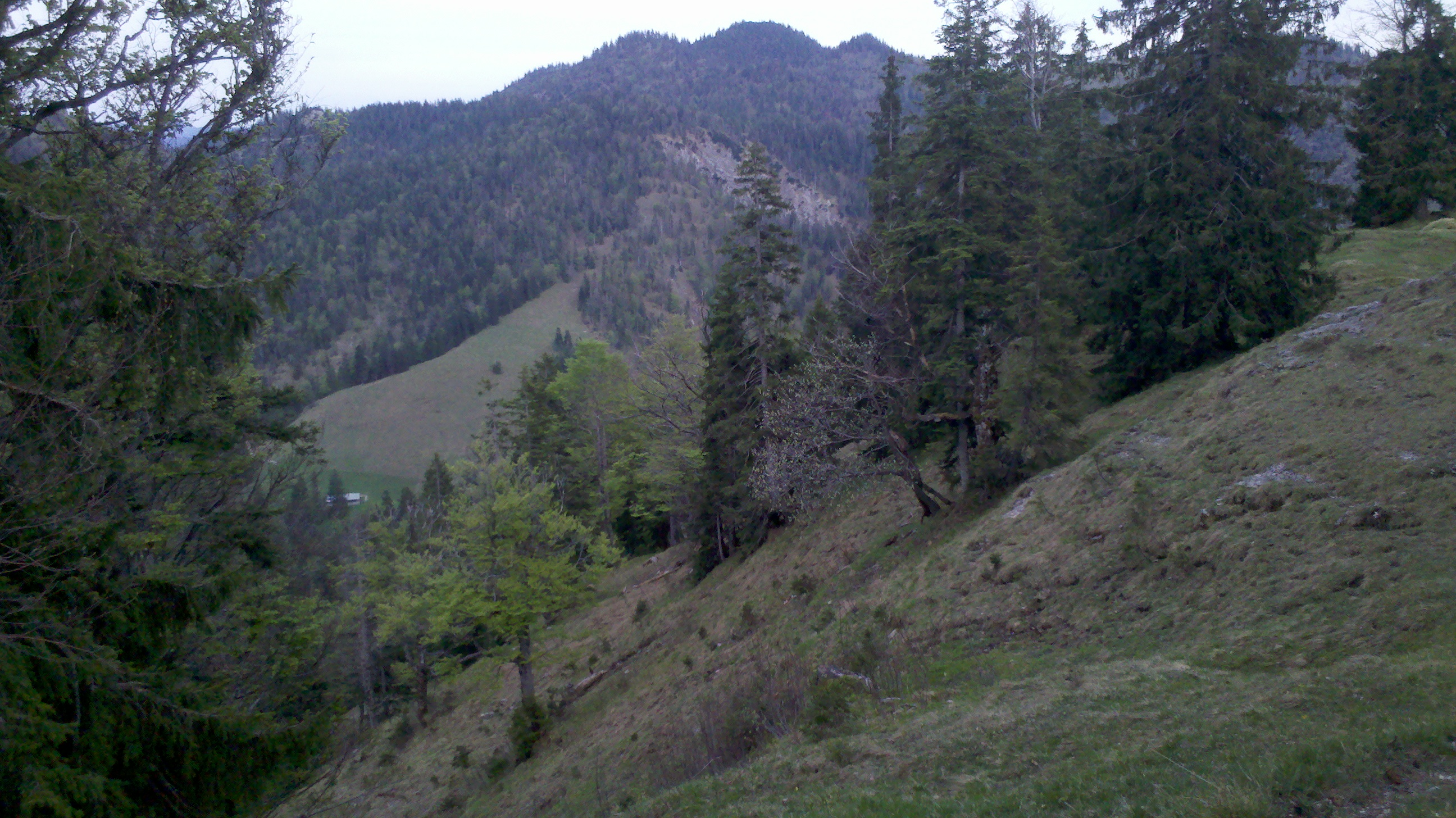

47°38′10″N 11°28′0″E / 47.63611°N 11.46667°E
拉辰山（德語：Latschenkopf），是德國的山峰，位於該國東南部，由巴伐利亞負責管轄，屬於巴伐利亞前阿爾卑斯山脈的一部分，處於貝內迪克滕萬德山之南，海拔高度1,488米。